# قرار مجلس الأمن التابع للأمم المتحدة رقم 331
قرار مجلس الأمن التابع للأمم المتحدة رقم 331، المعتمد في 20 أبريل 1973، طلب من الأمين العام للأمم المتحدة تقديم تقرير إلى المجلس يشرح بالتفصيل الجهود التي تبذلها الأمم المتحدة فيما يتعلق بالشرق الأوسط منذ يونيو 1967، وقرر الاجتماع بعد تقديم تقرير لفحص الوضع. وطلب المجلس أيضا من الأمين العام دعوة السيد غونار جارينغ، الممثل الخاص للأمين العام، ليكون حاضراّ أثناء الاجتماع لتقديم المساعدة أثناء المداولات.
وذكر رئيس المجلس أنه في غياب أي اعتراضات، تم اتخاذ القرار بالإجماع.